# Góra Wrangla
Góra Wrangla (ang. Mount Wrangell) – rozległy wulkan tarczowy położony na terenie Parku Narodowego Wrangla-Świętego Eliasza w południowo-wschodniej Alasce w Stanach Zjednoczonych. Wznosi się on na ponad 3700 m ponad dolinę Rzeki Miedzianej, na południowy zachód od niej. Jego objętość wynosi 920 km³, czyniąc go ponad dwukrotnie masywniejszym niż położony na terenie Kalifornii stratowulkan Mount Shasta. Stanowi ona część pola wulkanicznego Wrangla, które rozciąga się na długości ponad 250 km na obszarze południowo-wschodniej Alaski oraz wkracza na terytorium kanadyjskiego Jukonu. Historia aktywności wulkanicznej na tym terenie sięga plejstocenu i trwa do dziś.

## Opis
Współczesna Góra Wrangla wznosi się na pozostałościach wcześniejszego (środkowy plejstocen) wulkanu. Historia aktywności sięga od 750 tys. lat wstecz do erupcji freatycznej z roku 1884. Wulkan zwieńczony jest rozległą, pokrytą lodem kalderą o średnicy 4 na 6 km. Bardziej prawdopodobne jest to, że utworzyła się ona w wyniku zapadnięcia się wierzchołka niż to, że powstała ona w wyniku dużej erupcji eksplozywnej. Sama kaldera otoczona jest natomiast trzema mniejszymi kraterami, w których występuje aktywność fumaroliczna objawiająca się pióropuszami pary, niekiedy widocznymi z daleka. Główny wierzchołek góry znajduje się po północnej stronie kaldery i wznosi na 4317 m n.p.m., zaś zachodni wierzchołek na 4271 m. Bardzo duży stożek żużlowy o nazwie Mount Zanetti (3965 m n.p.m.) wznosi się na blisko 300 m ponad północno-zachodnim zboczem góry, a niektóre z wypływów lawy miały tu swój początek. 
Góra Wrangla jest nietypowa ponieważ pomimo faktu bycia wulkanem tarczowym zbudowana jest głównie z andezytu a nie tak jak większość wulkanów tarczowych na świecie z bazaltu. Kilka innych wulkanów powstałych na obszarze Pola Wulkanicznego Wrangla również ma taką budowę. Andezyt jest skałą wulkaniczną znajdowaną głównie w stratowulkanach. Sposób, w jaki Góra Wrangla stała się wulkanem tarczowym, jest słabo poznany.
Góra Wrangla jest prawie w całości pokryta lodowcami. Największym z nich jest lodowiec Nabesna, z którego wypływa rzeka Nabesna. Innymi lodowcami są m.in.: lodowiec Cheshina, lodowiec Chetaslina, lodowiec Chichokna, lodowiec Dadina oraz lodowiec Copper.

## Nazwa
Góra Wrangla została nazwana na cześć rosyjskiego admirała Ferdinanda von Wrangla, dyrektora Kompanii Rosyjsko-Amerykańskiej w latach 1830–1836. Miejscowe plemię Ahtna, posługujące się językiem z grupy atapaskańskich, nazywa wulkan K’ełt’aeni („ten, który włada pogodą”) lub, jeśli jest aktywny, K’ełedi („ten, który dymi”). Na niektórych mapach sprzed roku 1900 góra figuruje jako Mount Tillman.

## Aktywność wulkaniczna
Góra Wrangla jest jedynym wulkanem na Polu Wulkanicznym Wrangla, którego erupcje są historycznie udokumentowane, głównie w postaci niewielkich eksplozji pary i popiołu. Doniesienia o jego aktywności są znane z roku 1784 oraz lat 1884–1885. Erupcje z 1784 oraz inna, która miała mieć miejsce w roku 1760 są kwestionowane. Erupcja z 1884–1885 została odnotowana przez miejscowego poszukiwacza Jona Bremnera. Doniesienia z 1890 mówią o widocznej łunie Góra ta także, okazjonalnie, emitowała popiół, który był widoczny na zaśnieżonym szczycie. Większość góry powstała w wyniku dużych wylewów lawy, które miały miejsce od 600 do 200 tys. lat temu. Uważa się, że kaldera znajdująca się na szczycie góry zapadła się w przeciągu ostatnich 200 tys. lat, być może 50 tys. lat temu. Z kolei Mount Zanetti ma około 25 tys. lat.
Ilość geotermalnego ciepła emitowana przez górę rosła od lat 50' do 80' XX wieku, zwiększając prawdopodobieństwo przyszłej erupcji. Gęstość strumienia ciepła była wystarczająca by stopić lód wokół kraterów i stworzyć jaskinie lodowe oraz małe jeziorka w północnym kraterze. Do 1986 roku stopiło się ok. 100 milionów m³ lodu. Od tego czasu strumień ciepła maleje i lód odkłada się powtórnie.